# 鄔文濤
鄔文濤，字晴江，浙江台州府寧海縣（今寧波市寧海縣）人。清朝軍事將領，同武進士出身。
道光二十四年（1844年），鄔文濤中式甲辰科武殿試張殿華榜三甲第五十九名進士，官至紹興協右營守備。